# Ferdinand Langenau
Ferdinand svobodný pán von Langenau (8. února 1818, Linec – 19. ledna 1881, Vídeň) byl rakousko-uherský generál a diplomat. Původně sloužil v armádě, po vážném zranění v revolučním roce 1848 přešel do diplomatických služeb. Byl dlouholetým rakouským vyslancem v Holandsku (1859–1871) a velvyslancem v Rusku (1871–1880).

## Životopis
Pocházel ze slezské šlechtické rodiny s tradicí ve vojenských službách, byl synem rakouského c.k. polního zbrojmistra a diplomata Friedricha Karla von Langenau (1782–1840), který byl v roce 1827 povýšen do stavu svobodných pánů. Ferdinand vstoupil v patnácti letech do armády a již o rok později byl díky vysokému postavení svého otce poručíkem. Postupoval v hodnostech a jako kapitán působil ve funkci armádního ubytovatele v Haliči. V roce 1849 byl přidělen k ruské armádě povolané k potlačení revoluce v Uhrách. V jedné z bitev proti uherským povstalcům přišel o levou nohu, načež byl povýšen na generálmajora a poté přešel do diplomatických služeb. Nejprve byl vyslancem v Hannoversku (1850–1851), kde byl zároveň diplomatickým zástupcem pro Oldenbursko a Brunšvicko. Poté byl vyslancem ve Švédsku (1851–1859) a dlouholetým vyslancem v Nizozemí (1859–1871). Nakonec byl jmenován rakousko-uherským vyslancem v Rusku (1871–1880), v roce 1874 bylo ruské diplomatické zastoupení povýšeno na velvyslanectví. I mimo aktivní službu postupoval v armádních hodnostech, stal se c.k. polním podmaršálem (1859) a generálem jezdectva (1870). V roce 1864 byl jmenován c.k. tajným radou. Jeho manželkou byla od roku 1856 Amálie von Haffner (1833–1902), dcera dánského královského komořího Wolfganga Haffnera. Z manželství vzešel jediný syn Ferdinand Karl (1867–1871), který zemřel v dětství.